# 28 Pułk Piechoty Obrony Krajowej
Pułk Piechoty Obrony Krajowej Pisek Nr 28 – pułk piechoty cesarsko-królewskiej Obrony Krajowej.

## Historia pułku
Pułk został sformowany 1 października 1899 roku z połączenia 3. Batalionu Polowego, który stacjonował w miejscowości Písek (niem. Pisek) i dotychczas wchodził w skład Pułku Piechoty Obrony Krajowej Pilsen Nr 7 oraz 3. Batalionu Polowego, który stacjonował w Benešov (niem. Beneschau) i należał do Pułku Piechoty Obrony Krajowej Prag Nr 8. Trzeci batalion został utworzony od podstaw.
Okręg uzupełnień: Písek, Jindřichův Hradec (niem. Neuhaus), Benešov.
Kolory pułkowe: trawiasty (grasgrün), guziki srebrne z numerem „28”. W lipcu 1914 roku skład narodowościowy pułku: 79% – Czesi, 20% – Niemcy.
W latach 1899–1914 komenda pułku oraz I i III bataliony stacjonowały w miejscowości Písek, natomiast II batalion w Benešovie.
W 1914 roku pułk wchodził w skład 42 Brygady Piechoty Obrony Krajowej należącej do 21 Dywizji Piechoty Obrony Krajowej w Pradze, która była rozlokowana na terytorium VIII Korpusu
W czasie I wojny światowej pułk brał udział w walkach z Rosjanami 1915 roku w Galicji, między innymi w okolicach Gorlic. Największe straty pułk poniósł w bitwie gorlickiej 2 maja 1915 roku w okolicach Ropicy Górnej. Żołnierze pułku są pochowani m.in. na cmentarzach: Cmentarz wojenny nr 67 - Ropica Ruska, Cmentarz wojenny nr 69 - Przegonina, Cmentarz wojenny nr 77 - Ropica Ruska.
11 kwietnia 1917 roku oddział został przemianowany na Pułk Strzelców Nr 28 (niem. Schützenregiment Nr 28).

## Żołnierze
Komendanci pułku
- płk Alexander von Řezáč (1899[1]–1905)
- płk Artur Habel (1906)
- płk Adalbert Kocourek (1907–1911)
- płk Franz von Veith (1911–1914[2])
- płk Josef Fiedler (1914)

Oficerowie
- ppor. rez. Henryk Heber